# Гальяно-дель-Капо
Гальяно-дель-Капо, Ґальяно-дель-Капо (італ. Gagliano del Capo, сиц. Gaglianu te lu Capu) — муніципалітет в Італії, у регіоні Апулія, провінція Лечче.
Гальяно-дель-Капо розташоване на відстані близько 550 км на південний схід від Рима, 190 км на південний схід від Барі, 60 км на південь від Лечче.
Населення — 5262 особи (2014).

Щорічний фестиваль відбувається 16 серпня. Покровитель — святий Рох.

## Демографія
Населення за роками:

Станом на 1 січня 2023 року в муніципалітеті офіційно проживало 105 іноземців з 32 країн, серед них 34 громадяни країн Євросоюзу.

## Сусідні муніципалітети
- Алессано
- Кастриньяно-дель-Капо